# Gare de Mont-de-Terre
La gare de Mont-de-Terre est une gare ferroviaire française de la ligne de Fives à Hirson, située dans le quartier de Fives, sur le territoire de la ville de Lille (anciennement Hellemmes), préfecture du département du Nord, en région Hauts-de-France.
C'est une halte voyageurs de la Société nationale des chemins de fer français (SNCF), desservie par des trains TER Hauts-de-France.

## Situation ferroviaire
Établie à 30 mètres d'altitude, la halte de Mont-de-Terre est située au point kilométrique (PK) 2,652 de la ligne de Fives à Hirson, entre les gares ouvertes de Lille-Flandres et de Lesquin. En direction de cette dernière s'intercale celle fermée de Champ-du-Chêne.
Par ailleurs, la ligne de Fretin à Fréthun (LGV) longe la halte, mais sans la traverser ni la desservir.

## Histoire
Monsieur Basquin, conseiller général du canton de Lille-Nord-Est, émet le vœu au conseil général du Nord lors de la séance du 10 avril 1888 qu'une halte soit établie sur la ligne de Lille à Tournai (en partie devenue la ligne de Fives à Hirson), au lieu-dit du « Mont-de-Terre » (quartier de Fives), à proximité de la rue des Huiles (actuellement rue Mateotti). Il appuie son vœu sur le fait que les 8 000 habitants de ce lieu-dit sont éloignés de trois kilomètres de la gare de Lille et de deux kilomètres de la halte d'Hellemmes et que la compagnie ne souffrirait pas de cette halte supplémentaire. Lors de la séance du 17 avril, le cinquième bureau du conseil général accepte le vœu de Basquin, en appuyant les arguments qu'il avait avancés.
La halte de Lezennes sur la ligne de Fives à Baisieux est plus proche du quartier du Mont-de-Terre.
En 2011, il y a 388 montées descentes par jour dont une majorité de cheminots.

## Service des voyageurs

### Accueil
Halte SNCF, c'est un point d'arrêt non géré (PANG) à accès libre.

### Desserte
Mont-de-Terre est desservie par des trains TER Hauts-de-France, qui effectuent des missions omnibus C60 entre les gares de Lille-Flandres et de Valenciennes.
En semaine, 4 trains desservent la halte chaque jour, 2 aux heures de pointe du matin et 2 aux heures de pointe du soir. Les week-ends et jours fériés, aucun train ne dessert la halte.

### Intermodalité
Un parc pour les vélos et un parking pour les véhicules y sont aménagés.